# Udemy

Logomarca da Udemy

A Udemy é uma plataforma EAD,[carece de fontes?] criada por Eren Bali, de e-learning para profissionais poderem tanto estudar como ensinar. O conteúdo dos cursos é bem variado com cursos de auto-ajuda, teoria musical e cuidar de animais domésticos à programação (da básica à avançada), análise de dados, design, vendas e outros mais com intuito profissionalizante, alguns gratuitos e outros pagos, com certificados ou não. A plataforma, no primeiro semestre de 2019, possuía mais de trinta milhões de alunos, cerca de cem mil cursos publicados e quarenta e dois mil instrutores em mais de cinquenta idiomas.
Os cursos da Udemy, em sua maioria, oferecem certificados de conclusão. As maneiras e ferramentas de ministrar aulas dependem exclusivamente do professor, por exemplo, pode-se publicar cursos com slides, vídeos, questionários, exercícios e até aulas ao vivo. A plataforma também conta com um sistema de chat e comunidade para que os alunos possam interagir entre si e/ou com instrutores, seja para debater temas variados ou tirar dúvidas.
A Udemy é multi plataforma, tendo sua versão para celulares IOS, AppleTV, celulares Android e navegadores.

## História
Em 2007 o Fundador da Udemy, Eren Bali, enquanto morava na Turquia, criou um software de sala de aula online. Ele viu o potencial em tornar esse produto grátis e acessível para todos, então se mudou para o Vale do Silício para fundar uma empresa anos depois. O site foi lançado por Bali, Oktay Caglar e Gagan Biyani em 2010.
Em Fevereiro de 2010, os fundadores tentaram aumentar o financiamento de capital de risco mas os investidores não viram potencial e rejeitaram mais de 30 vezes.
Até 2012, a empresa arrecadou mais de 12 milhões de dólares.
Em abril de 2014, Dennis Yang se tornou o mais novo CEO, no lugar de Eren Bali.
Em fevereiro de 2019, a Udemy anunciou que Gregg Coccari ocupou o cargo de diretor executivo da empresa.

## MOOC
A sigla MOOC significa Massive Open Online Course, que se define por um modelo de curso feito a partir de ferramentas web para ajudar grandes números de pessoas a adquirirem inúmeros conhecimentos. Os cursos em modelo MOOC possuem de assuntos específicos que o consumidor esteja procurando ao mais variados tipos de conhecimento. Feita a partir da conexão online, os cursos podem ser acessados de qualquer lugar do planeta e a qualquer horário, conhecido como "educação a distância". A diferença desse modelo de ensino para os tradicionais é a escalabilidade, que significa a capacidade do aluno de não depender do número de estudantes mínimo e máximo inscritos para o curso começar.
A Udemy utiliza desse modelo como sua base e vem conquistando o mercado pela praticidade que a plataforma apresenta.

## Preocupações com pirataria
Em novembro de 2015, a Udemy foi acusada de estar publicando cursos pirateados e lucrando em cima deles. O CEO, Dennis Yang, respondeu a essas acusações em um post de seu blog, analisando uma das acusações e declarando que a Udemy não lucrou com essa ocorrência de pirataria na plataforma.

## Problemas relatados
A Udemy tem vários casos, principalmente no começo de sua vida, de pessoas que não tinham nenhuma, ou quase nenhuma, experiência com ensinar via internet enriquecendo com apenas um curso. Visto que a Udemy tem uma filosofia de liberdade ao usuário, onde qualquer pessoa pode postar qualquer curso sobre qualquer tipo de tema, algo parecido com o Youtube, onde qualquer um pode entrar no site e postar quase todo tipo de conteúdo, e em ambos sites não se tem um controle rígido de qualidade, apenas avaliações de usuários, a plataforma acabou atraindo muitas pessoas com o objetivo exclusivo de obter lucros exorbitantes. É comum até mesmo cursos na Udemy que ensinam a como se destacar no site driblando seu algoritmo, uma infinidade de cursos chamativos.